# Alert: Missing Persons Unit
Alert: Missing Persons Unit ist eine US-amerikanische Krimi-Fernsehserie, die von John Eisendrath und Jamie Foxx erdacht wurde. Die Premiere auf Fox fand am 8. Januar 2023 statt. Im März 2023 wurde die Serie um eine zweite Staffel verlängert. Eine dritte Staffel wurde im Mai 2024 bestellt.
Im Juni 2025 wurde die Einstellung bekannt gegeben. Die Serie endet nach 3 Staffeln mit 30 Folgen.

## Handlung
Jason Grant und Nikki Batista untersuchen Fälle für die Missing Person’s Unit (MPU) des Philadelphia Police Department und versuchen gleichzeitig, die Wahrheit über ihren vermissten Sohn herauszufinden.

## Episodenliste

### Staffel 1 (2023)
Die Erstausstrahlung der ersten Staffel war vom 8. Januar bis zum 27. Februar 2023 auf dem US-amerikanischen Sender Fox zu sehen. Die deutschsprachige Erstausstrahlung sendete der deutsche Pay-TV-Sender Warner TV Serie vom 5. September bis zum 3. Oktober 2024.
| Nr. (ges.) | Nr. (St.) | Deutscher Titel | Originaltitel | Erstausstrahlung USA | Deutschsprachige Erstausstrahlung (JA) |
| ---------- | --------- | --------------- | ------------- | -------------------- | -------------------------------------- |
| 1          | 1         | Chloe           | Chloe         | 8. Jan. 2023         | 5. Sep. 2024                           |
| 2          | 2         | Hugo            | Hugo          | 9. Jan. 2023         | 5. Sep. 2024                           |
| 3          | 3         | Zoey            | Zoey          | 16. Jan. 2023        | 12. Sep. 2024                          |
| 4          | 4         | Andy            | Andy          | 23. Jan. 2023        | 12. Sep. 2024                          |
| 5          | 5         | Miguel          | Miguel        | 30. Jan. 2023        | 19. Sep. 2024                          |
| 6          | 6         | Tim und Amy     | Tim and Amy   | 7. Feb. 2023         | 19. Sep. 2024                          |
| 7          | 7         | Shannon         | Shannon       | 13. Feb. 2023        | 26. Sep. 2024                          |
| 8          | 8         | Craig           | Craig         | 20. Feb. 2023        | 26. Sep. 2024                          |
| 9          | 9         | Briana          | Briana        | 27. Feb. 2023        | 3. Okt. 2024                           |
| 10         | 10        | Max             | Max           | 27. Feb. 2023        | 3. Okt. 2024                           |

### Staffel 2 (2024)
Die Erstausstrahlung der zweiten Staffel war vom 5. März bis zum 14. Mai 2024 auf dem US-amerikanischen Sender Fox zu sehen. Die deutschsprachige Erstausstrahlung sendete der deutsche Pay-TV-Sender Warner TV Serie vom 2. bis zum 23. Dezember 2024.
| Nr. (ges.) | Nr. (St.) | Deutscher Titel      | Originaltitel                 | Erstausstrahlung USA | Deutschsprachige Erstausstrahlung (JA) |
| ---------- | --------- | -------------------- | ----------------------------- | -------------------- | -------------------------------------- |
| 11         | 1         | Bus 447              | Bus 447                       | 5. März 2024         | 2. Dez. 2024                           |
| 12         | 2         | Benjamin Franklin    | Benjamin Franklin             | 12. März 2024        | 2. Dez. 2024                           |
| 13         | 3         | Gemma & Isabel       | Gemma & Isabel                | 19. März 2024        | 2. Dez. 2024                           |
| 14         | 4         | Maya                 | Maya                          | 26. März 2024        | 9. Dez. 2024                           |
| 15         | 5         | Ms. Patty            | Ms. Patty                     | 2. Apr. 2024         | 9. Dez. 2024                           |
| 16         | 6         | Jedidiah & Lucy      | Jedidiah & Lucy               | 9. Apr. 2024         | 9. Dez. 2024                           |
| 17         | 7         | @Kyra                | @Kyra                         | 16. Apr. 2024        | 16. Dez. 2024                          |
| 18         | 8         | Alexi                | Alexi                         | 30. Apr. 2024        | 16. Dez. 2024                          |
| 19         | 9         | Paul Miller          | Paul Miller                   | 7. Mai 2024          | 23. Dez. 2024                          |
| 20         | 10        | Häftling 07198F-068P | Federal Prisoner #07198F-068P | 14. Mai 2024         | 23. Dez. 2024                          |

### Staffel 3 (2025)
Die Erstausstrahlung der dritten Staffel wird vom 25. März bis zum 27. Mai 2025 auf dem US-amerikanischen Sender Fox zu sehen sein.
| Nr. (ges.) | Nr. (St.) | Deutscher Titel | Originaltitel                          | Erstausstrahlung USA | Deutschsprachige Erstausstrahlung (JA) |
| ---------- | --------- | --------------- | -------------------------------------- | -------------------- | -------------------------------------- |
| 21         | 1         | –               | Bella, Genevieve, Amelia, Tally & Kate | 25. März 2025        | –                                      |
| 22         | 2         | –               | Violet                                 | 1. Apr. 2025         | –                                      |
| 23         | 3         | –               | Lay                                    | 8. Apr. 2025         | –                                      |
| 24         | 4         | –               | Lillian                                | 15. Apr. 2025        | –                                      |
| 25         | 5         | –               | Sophie                                 | 22. Apr. 2025        | –                                      |
| 26         | 6         | –               | April                                  | 29. Apr. 2025        | –                                      |
| 27         | 7         | –               | Carmen                                 | 6. Mai 2025          | –                                      |
| 28         | 8         | –               | Badge #41870                           | 13. Mai 2025         | –                                      |
| 29         | 9         | –               | Burt                                   | 20. Mai 2025         | –                                      |
| 30         | 10        | –               | Ethan                                  | 27. Mai 2025         | –                                      |